# La reina Isabel de Francia a caballo
El retrato de La reina Isabel de Francia a caballo fue pintado por Diego Velázquez (con intervención de otro pintor) hacia 1635 y se conserva en el Museo del Prado de Madrid (España) desde la creación de la pinacoteca en 1819.

## Historia del cuadro
Diego Velázquez había recibido el encargo de pintar una serie de cinco retratos ecuestres de la familia real que se destinarían al Salón de Reinos del palacio del Buen Retiro de Madrid (actual Museo del Ejército). Allí se colgaron los cuadros de Felipe III a caballo y de su esposa La reina Margarita de Austria a caballo, el de Felipe IV a caballo y de su esposa La reina Isabel de Francia a caballo y el del hijo de ambos El príncipe Baltasar Carlos a caballo que al ir destinado a ser colocado sobre una puerta se hizo de un tamaño menor que los de sus padres y también con un punto de vista mucho más bajo.
Esta obra es de Velázquez con amplia participación del taller. Los estudios técnicos realizados en el Museo del Prado bajo la dirección de Carmen Garrido indican que los cinco retratos ecuestres fueron pintados al mismo tiempo y con la misma preparación. La idea de que Velázquez retocase una pintura anterior y de un pintor más arcaico, meticuloso en la descripción del traje de la reina y la gualdrapa del caballo, según han sostenido muchos críticos, entra en contradicción con lo que muestra la radiografía, que deja ver una primera pintura de la panza del caballo con su correaje a la vista y un vestido de la reina mucho más sencillo que el actual. Posteriormente, y a la vez que Velázquez hacía retoques en la cabeza de la reina y las patas del caballo, otro pintor más paciente añadió los minuciosos bordados del vestido y la gualdrapa, ocultando con ellos partes del caballo que ya habían sido pintadas.
El soporte de la obra está conformado por tres secciones de lienzo: una central y dos franjas verticales. Al contrario que los citados retratos de Felipe III y Margarita de Austria, en este los añadidos laterales son de época de Velázquez, pero en superficie se ven de tonalidad desigual. Una restauración en 2024-2025 ha atenuado este efecto.
Un detalle muy peculiar de esta obra y de su pareja es que un ángulo inferior (aquí, el derecho) se cortó del lienzo: en su pared del Salón de Reinos estas dos pinturas iban a bloquear dos puertas, y para evitarlo se les cortó esa sección, la cual se fijó a la puerta que tapaba de modo que esta se pudiese abrir. En el retrato de Felipe IV el ángulo seccionado es el izquierdo. Cuando ambos cuadros cambiaron de ubicación, sus segmentos cortados les fueron cosidos.

## Descripción del cuadro
La figura de la reina está representada de perfil en este caso vistiendo un jubón con estrellas bordadas y una saya bordada en oro con sus armas e iniciales.
El caballo, presentado al paso, es un overo con largas crines que caen sobre la cabeza y que mira hacia la izquierda con la intención de que la obra guardase simetría con el cuadro de su esposo que mira hacia la derecha.
Los caballos que pinta Velázquez en estos cuadros de retratos son una mezcla del caballo frisón, fogoso y con brío, y el caballo resistente y con pesadez de formas. Los animales favoritos de Velázquez eran el perro y el caballo, con los que estaba bastante familiarizado por su asistencia a las monterías del rey.

## Términos
- Frisón: se llaman así los caballos procedentes de la provincia de los Países Bajos llamada Frisia. Tienen los pies muy anchos y fuertes.
- Overo: se dice del caballo cuando cuyo manto recuerda la flor del melocotón.